# Cornale e Bastida
Cornale e Bastida (Curnà e Bastìa in dialetto oltrepadano) è un comune italiano di 793 abitanti della provincia di Pavia in Lombardia.

## Storia
È stato istituito il 4 febbraio 2014 dalla fusione dei comuni di Bastida de' Dossi e Cornale, in seguito a un referendum consultivo avvenuto il 1º dicembre 2013.

### Simboli
Lo stemma e il gonfalone del nuovo Comune sono stati concessi con il decreto del presidente della Repubblica del 23 maggio 2016.
(D.P.R. 23 maggio 2016)
La pianta di corniolo, detta anche cornale, è un'arma parlante, ed era presente anche nello stemma del precedente comune di Cornale.
Il gonfalone è un drappo partito di bianco e di verde.

## Società

### Evoluzione demografica
Abitanti censiti

### Amministrazione
| Periodo | Periodo   | Primo cittadino      | Partito      | Carica  | Note |
| ------- | --------- | -------------------- | ------------ | ------- | ---- |
| 2014    | 2019      | Gian Carlo Carnevale | lista civica | Sindaco |      |
| 2019    | in carica | Giuseppe Masso       | lista civica | Sindaco |      |